# フレデリック・マルテル
フレデリック・マルテル(フランス語: Frédéric Martel、1967年10月28日 - )は、フランスのジャーナリストで社会学者。

## 経歴
1967年、アヴィニョン近郊のシャトールナールに生まれる。フランス文化省に入ってミシェル・ロカール首相の下で勤務した。1990年から1992年にかけてルーマニアのフランス大使館に、2001年から2005年にかけてアメリカ合衆国のフランス大使館に勤務した。2006年には『超大国アメリカの文化力』を発表し、歴史が浅いと思われていたアメリカにも伝統文化を保全する精神が備わっていると論じた。この著書は2009年に和訳が出版され、同年2月に来日。その後、2012年、2016年にも来日する。

## 著書
- 『権利の哲学、アドルフ・ティエルの政治哲学』(Philosophie du droit et philosophie politique d'Adolphe Thiers, LGJD, 1995年)

(Publication d'un mémoire de DEA en droit public, soutenu à Université Paris II en 1993)
- 『ピンクと黒、1968年以来のフランスの同性愛者』(Le Rose et le noir : les homosexuels en France depuis 1968, éditions du Seuil, 1996年)
- 『ゲイの長い行進』(La Longue marche des gays, coll. Découvertes Gallimard (n° 417), Gallimard, 2002年)
- 『アメリカ演劇の衰退』

(Theater : sur le déclin du théâtre en Amérique et comment il peut résister en France, La Découverte, 2006年)
- 『超大国アメリカの文化力』(De la Culture en Amérique 2006年)　岩波書店　根本長兵衛、林 はる芽訳　2009年
- 『メインストリーム』(Mainstream, Enquête sur cette culture qui plaît à tout le monde, Flammarion, 2010年) 岩波書店　林 はる芽訳　2012年
- 『現地レポート　世界ＬＧＢＴ事情　変わりつつある人権と文化の地政学』（Global Gay, Flammarion, 2013年）岩波書店　林 はる芽訳　2016年
- 『ソドム バチカン教皇庁最大の秘密』（In the Closet of the Vatican: Power, Homosexuality, Hypocrisy, Bloomsbury, 2019, ISBN 9781472966148）河出書房新社　吉田春美訳　2020年